# Comuna de Bełżyce
Bełżyce (polaco: Gmina Bełżyce) é uma gminy (comuna) na Polónia, na voivodia de Lublin e no condado de Lubelski. A sede do condado é a cidade de Bełżyce.
De acordo com os censos de 2004, a comuna tem 13 891 habitantes, com uma densidade 103,8 hab/km².

## Área
Estende-se por uma área de 133,85 km², incluindo:
- área agricola: 85%
- área florestal: 9%

## Demografia
Dados de 30 de Junho 2004:
|                      | Total   | Total | Mulheres | Mulheres | Homens  | Homens |
| -------------------- | ------- | ----- | -------- | -------- | ------- | ------ |
|                      | pessoas | %     | pessoas  | %        | pessoas | %      |
| População            | 13 891  | 100   | 7137     | 51,4     | 6754    | 48,6   |
| Densidade (pop./km²) | 103,8   | 100   | 53,3     | 53,3     | 50,5    | 50,5   |

De acordo com dados de 2002, o rendimento médio per capita ascendia a 1171,86 zł.

## Subdivisões
- Babin, Chmielnik, Chmielnik-Kolonia, Cuple, Jaroszewice, Kierz, Krężnica Okrągła, Malinowszczyzna, Matczyn, Płowizny, Podole, Skrzyniec, Skrzyniec-Kolonia, Stare Wierzchowiska, Wierzchowiska Dolne, Wierzchowiska Górne, Wojcieszyn, Wronów, Wymysłówka, Zagórze, Zalesie, Zosin.

## Comunas vizinhas
- Borzechów, Chodel, Konopnica, Niedrzwica Duża, Poniatowa, Wojciechów